# Bataille du Caucase
 (mai 2019).
Si vous disposez d'ouvrages ou d'articles de référence ou si vous connaissez des sites web de qualité traitant du thème abordé ici, merci de compléter l'article en donnant les références utiles à sa vérifiabilité et en les liant à la section « Notes et références ».
Ne pas confondre avec Campagne du Caucase (Première Guerre mondiale).
Seconde Guerre mondiale
Batailles
Front de l’Est

Prémices :
- Campagne de Pologne
- Guerre d'Hiver

Guerre germano-soviétique :
- 1941 : l'invasion de l'URSS

- Opération Barbarossa

Front nord : 
- Guerre de Continuation
- Opération Silberfuchs
- Siège de Léningrad

Front central : 
- 2e bataille de Brest-Litovsk
- Bataille de Białystok–Minsk
- 1re bataille de Smolensk
- Bataille de Kiev

Front sud : 
- Siège d'Odessa
- Campagne de Crimée

- 1941-1942 : la contre-offensive soviétique

Front nord : 
- Poche de Demiansk
- Poche de Kholm

Front central : 
- Bataille de Moscou

Front sud : 
- Seconde bataille de Kharkov

- 1942-1943 : de Fall Blau à la 3e bataille de Kharkov

Front nord : 
- Offensive de Siniavino
- Opération Iskra
- Bataille de Krasny Bor
- Opération Poliarnaïa Zvezda

Front central : 
- Opération Mars

Front sud : 
- Bataille du Caucase (opération Fall Blau)
- Bataille de Stalingrad
- Opération Uranus
- Opération Saturne
- Offensive d'Ostrogojsk-Rossoch
- Offensive de Voronej-Kastornoe
- Opération Gallop
- Opération Étoile
- Troisième bataille de Kharkov

- 1943-1944 : libération de l'Ukraine et de la Biélorussie

Front central : 
- 2e bataille de Smolensk
- Opération Bagration

Front sud : 
- Bataille de Koursk
- Bataille du Dniepr
- Offensive Dniepr-Carpates
- Offensive de Crimée
- Offensive de Lvov-Sandomir

- 1944-1945 : campagnes d'Europe centrale et d'Allemagne

Allemagne : 
- Offensive Vistule-Oder
- Offensive de Poméranie orientale
- Siège de Breslau
- Offensive de Prusse-Orientale
- Bataille de Königsberg
- Bataille de Seelow
- Bataille de Bautzen
- Bataille de Berlin
- Capitulation allemande

Front nord et Finlande : 
- Guerre de Laponie
- Offensive Leningrad-Novgorod
- Bataille de Narva

Europe orientale : 
- Opération Margarethe
- Insurrection de Varsovie
- Soulèvement national slovaque
- Opération Panzerfaust
- Bataille de Budapest
- Opération Frühlingserwachen
- Offensive de Vienne
- Insurrection de Prague
- Offensive de Prague
- Bataille de Slivice

Front d’Europe de l’Ouest

Campagnes d'Afrique, du Moyen-Orient et de Méditerranée

Bataille de l’Atlantique

Guerre du Pacifique

Guerre sino-japonaise

Théâtre américain
La bataille du Caucase ou campagne du Caucase est le nom donné à l'ensemble d'opérations des forces de l'Axe et de l'URSS entre le 25 juillet 1942 et le 12 mai 1944 sur le front de l'Est pendant la Seconde Guerre mondiale pour le contrôle du Caucase, une région stratégique pour l'effort de guerre allemand.
La planification militaire de cette campagne est totalement subordonnée à la nécessité de s'emparer des champs de pétrole de l’Est du Caucase et en particulier ceux de Bakou, seuls à même de ravitailler l'armée allemande, alors en grande partie motorisée : « Il s’agit de la prise de Bakou, maréchal. Sans le pétrole de cette région, la guerre est perdue », disait Hitler au Generalfeldmarschall von Manstein en 1942.
L'invasion allemande du Caucase portait le nom de code d’opération Edelweiss.

## Contexte historique

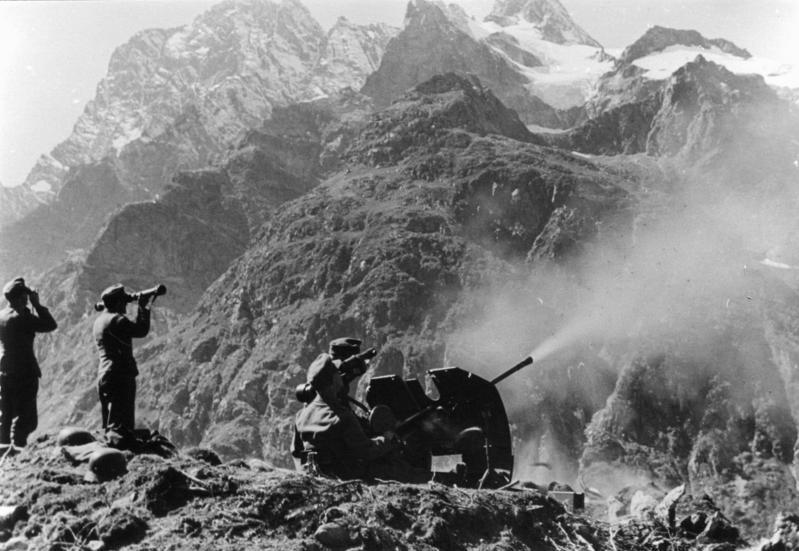
Troupes de montagne allemandes avec un canon antiaérien dans le Caucase près de Teberda, septembre 1942.

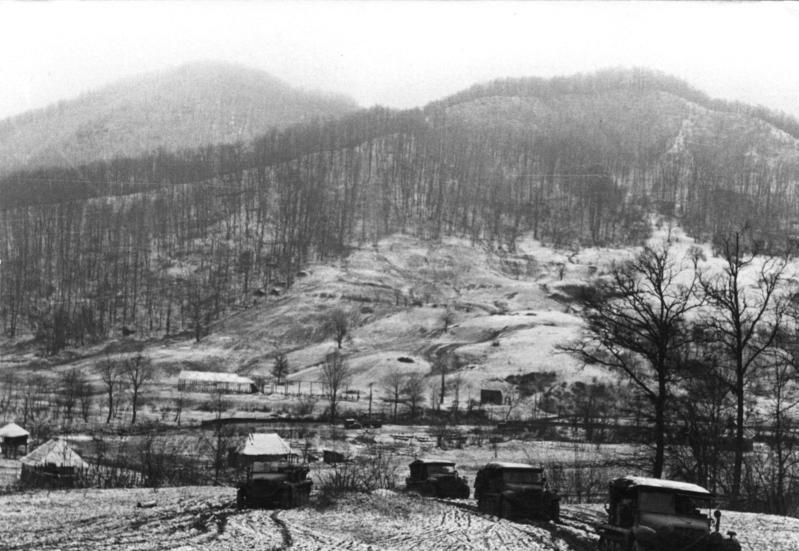
Convoi allemand dans les montagnes du Caucase, 1942.

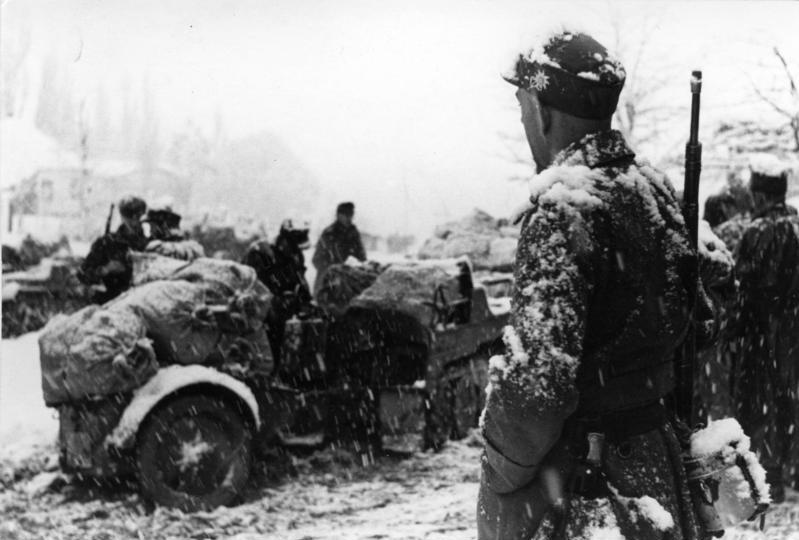
Soldats allemands dans la campagne du Caucase, 22 décembre 1942.

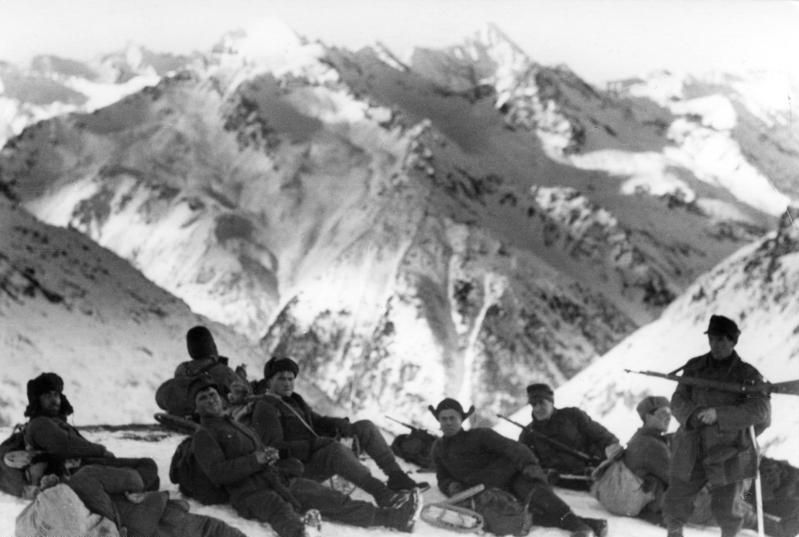
Soldats allemands des troupes de montagne, lors d’une halte, décembre 1942.

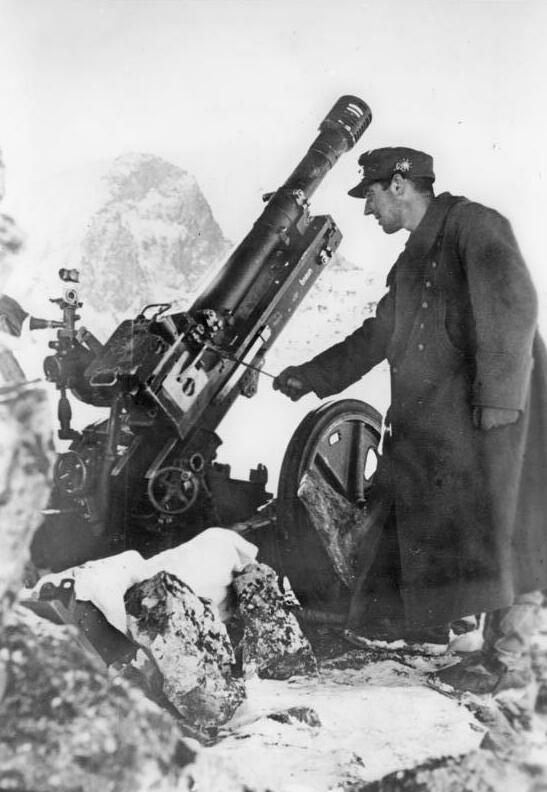
Un canon de montagne en action à 3000 mètres d'altitude, janvier 1943.

En mai 1942, l'opération Barbarossa, l'invasion de l'Union soviétique par les forces de l'Axe, lancée le 22 juin 1941, a en partie échoué. Elle connut des débuts heureux pour l'Allemagne nazie avec de multiples victoires et des gains territoriaux immenses (États baltes, Biélorussie, Ukraine et une partie de la Russie européenne), mais ralentit progressivement et s'arrêta aux portes de Moscou. Puis une violente contre-offensive manqua de balayer le nord du dispositif allemand. Un front de plusieurs milliers de kilomètres se stabilisa alors de Léningrad au nord à Rostov-sur-le-Don au sud, au bord de la mer Noire. Adolf Hitler rêvait d'une victoire rapide sur le front de l'Est, mais le froid, la boue, les lignes de ravitaillement étirées, l'épuisement, l'immensité du territoire et surtout l'étonnante capacité de régénération de l'Armée rouge eurent raison de ses desseins.
Moscou fut sauvée, l'Armée rouge se ressaisit et de nombreuses usines purent être transférées à temps vers l'est du pays, permettant à l'Union soviétique de préserver son potentiel industriel pour poursuivre la guerre. L'Allemagne, qui combattait sur un large front, ne pouvait se payer le luxe d'un affrontement long, elle devait donc reprendre l'initiative et frapper un grand coup.
À partir de l'automne 1941, Hitler, parfaitement conscient de l'échec stratégique de l'opération Barbarossa, assigne donc à la Wehrmacht un nouvel objectif, la conquête du Caucase, de ses réserves de pétrole, puis, au-delà, des champs de pétrole irakiens, devant se réaliser entre novembre 1941 et septembre 1942 (et espérant  éventuellement rejoindre les forces de l'Axe engagée en Libye, si celles-ci pénètrent en Égypte puis au Proche-Orient), dans un contexte marqué par la phase finale du processus aboutissant à l'entrée en guerre des États-Unis ; ainsi, l'offensive au sud de l'URSS, malgré son caractère hasardeux, qui frappe les généraux allemands, est placée dès le départ dans la perspective d'une stratégie mondiale de lutte contre les Alliés.

## Planification et ordre de bataille
Hitler avait ordonné au groupe d'armées A (sous le commandement de Wilhelm List) d'avancer vers le Caucase et de s'emparer des champs de pétrole (nom de code Opération Edelweiss, de la célèbre plante de montagne Edelweiss). Celui-ci était notamment composé de la 1re Panzer Armee du général von Kleist et de la 17e armée allemande du Generaloberst Richard Ruoff.
Côté soviétique, les principales unités déployées sur le front sont le front du Nord-Caucase du maréchal Semion Boudienny (jusqu'en septembre 1942), le front transcaucasien du général Ivan Tioulenev, la flotte de la mer Noire du vice-amiral Filipp Oktiabrski (en) ainsi que la flottille de la mer d'Azov du contre-amiral Sergueï Gorchkov.

## Déroulement de la campagne

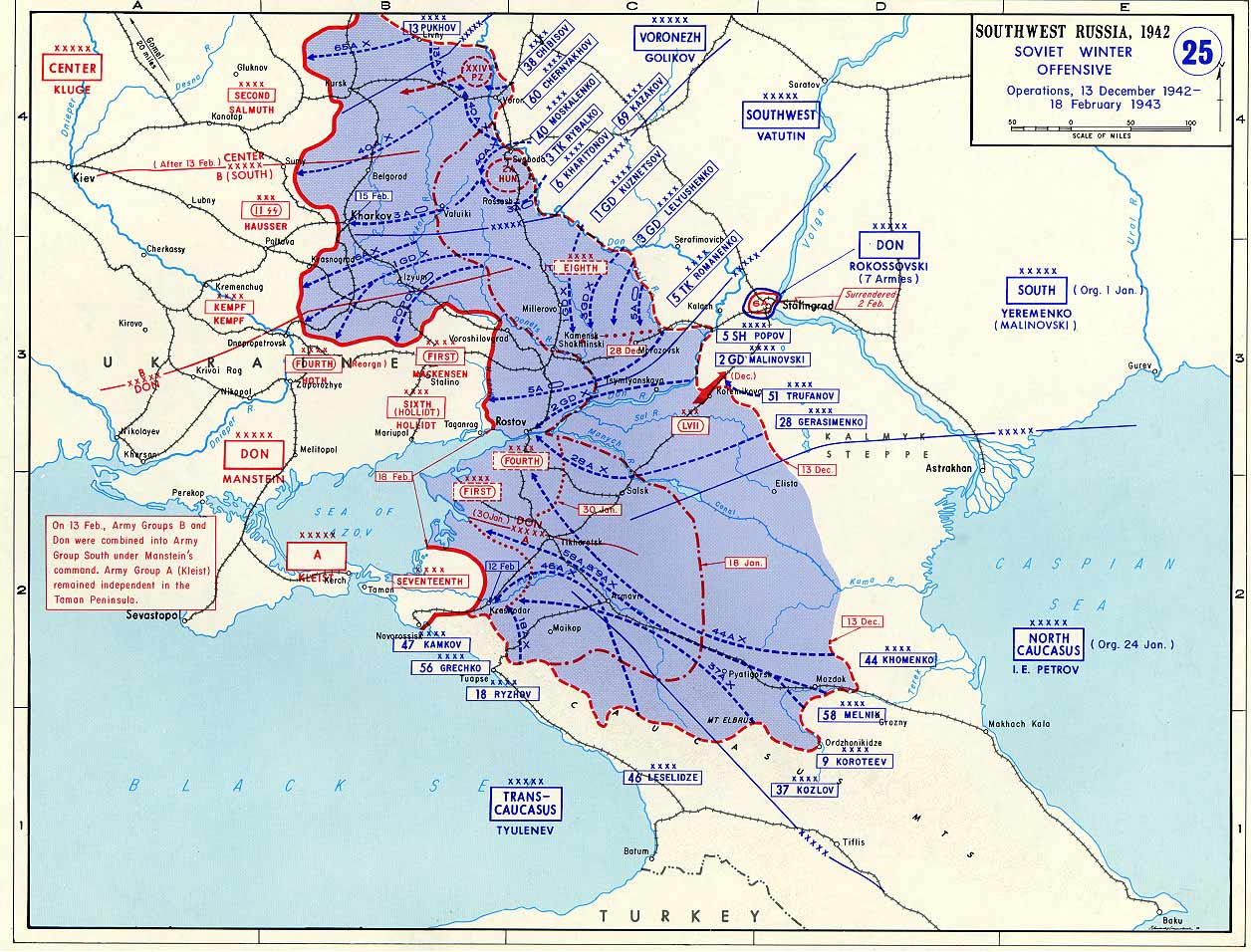
Carte des opérations entre le 13 décembre 1942 guerre mondiale et le 18 février 1943 guerre mondiale.

Les offensives allemandes dans le Caucase, visant à envahir l'Azerbaïdjan, débutent proprement dit en 1942 mais sont stoppées en septembre de la même année par les Soviétiques en Tchétchénie. Leur progression est stoppée sur l'ensemble du front, y compris sur les côtes de la mer Noire.

### L'opérationFall Blau
Après leur victoire à Rostov en juillet et le Don franchi, les Allemands peuvent se concentrer sur leur prochain objectif : la conquête de Bakou. C'est le déclenchement de l'opération Edelweiss, la dernière phase du plan bleu, plus vaste offensive de la Wehrmacht sur le front caucasien.
La 17e armée (avec des éléments de la 11e armée) avance vers la mer Noire tandis que la 1re armée de panzers traverse un Kouban largement abandonné par l'Armée rouge. Le 9 août, elle atteint les contreforts du Caucase et la ville pétrolière de Maïkop, avançant de 500 km en moins de deux semaines. Néanmoins les Soviétiques ont eu le temps de saboter les puits de pétrole et le rendement de ceux-ci restera faible durant toute l'occupation allemande.
Le 20 août, le groupe d'armées reçoit l'ordre d'avancer vers l'ouest pour s'emparer de Krasnodar, la capitale du Kouban. Pendant ce temps la Wehrmacht continue son avancée vers Grozny et Bakou. Dans le même mois, les forces allemandes envahissent la péninsule de Taman et la base navale de Novorossiïsk et continuent leur avancée vers Touapsé, la clé de la domination de la côte est de la mer Noire.
Durant l'été 1942, Hitler se réjouit de la possibilité d'envahir le Kazakhstan, permettant de flanquer les positions britanniques au Moyen-Orient, menacer l'Inde britannique et peut-être établir un contact avec le Japon. Mais il ne se rend plus compte de la réalité du terrain. Il avait d'ailleurs renvoyé tous les généraux du groupe d'armées Sud et dirigeait désormais toutes les opérations. Le ravitaillement n'arrive plus à suivre à travers la steppe et les montagnes.
Le 2 novembre, la Wehrmacht s'empare de Naltchik et pousse vers Vladikavkaz (Ordjonikidzé à l'époque), verrou de la route de Grozny. Plus tard, les Allemands décident de se retrancher à Naltchik et à Mozdok pour reprendre l'offensive au printemps suivant, où ils sont stoppés. Les troupes de montagne s'offrent même la gloriole d'escalader l'Elbrouz situé sur le territoire de la république de Kabardino-Balkarie et de planter au sommet le drapeau national-socialiste.

### La retraite allemande

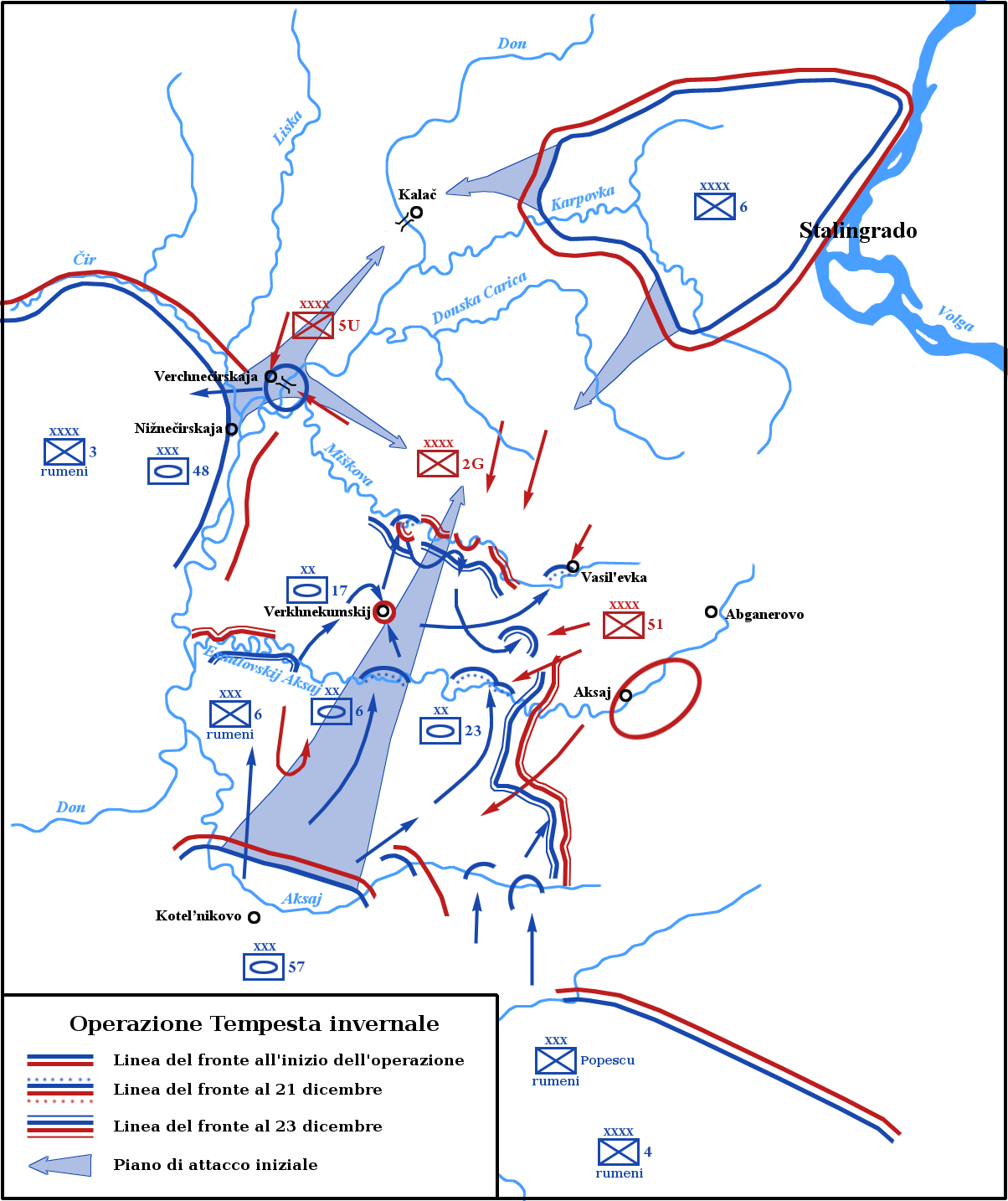
Plan de la retraite allemande en 1943.

Durant le mois de janvier 1943, les Allemands reculent sur le front caucasien et se retirent vers la péninsule de Taman (tête de pont du Kouban), dans l'espoir de pouvoir relancer ultérieurement une offensive contre les champs pétrolifères du Caucase. La reprise de Kharkov en 1943 coupe les lignes d'approvisionnement allemandes et les troupes de la Wehrmacht au Caucase se retrouvent isolées.
Les Soviétiques reprennent Novorossiisk en septembre 1943 et la péninsule de Taman au bord de la mer Noire le 9 octobre 1943. Les tentatives de contre-attaques allemandes sont balayées.
Environ 240 000 soldats allemands et 115 477 tonnes d'équipement militaire (principalement des munitions mais aussi 21 230 véhicules, 74 chars, 1 815 canons et 74 657 chevaux) sont évacués par la mer pour être redéployés en Crimée. Le Generalfeldmarschall von Kleist est relevé de ses fonctions le 30 mars 1944 après qu'il eut ordonné, en violation directe des ordres de Hitler, la retraite de son armée, menacée de destruction.

### Campagnes de la mer Noire

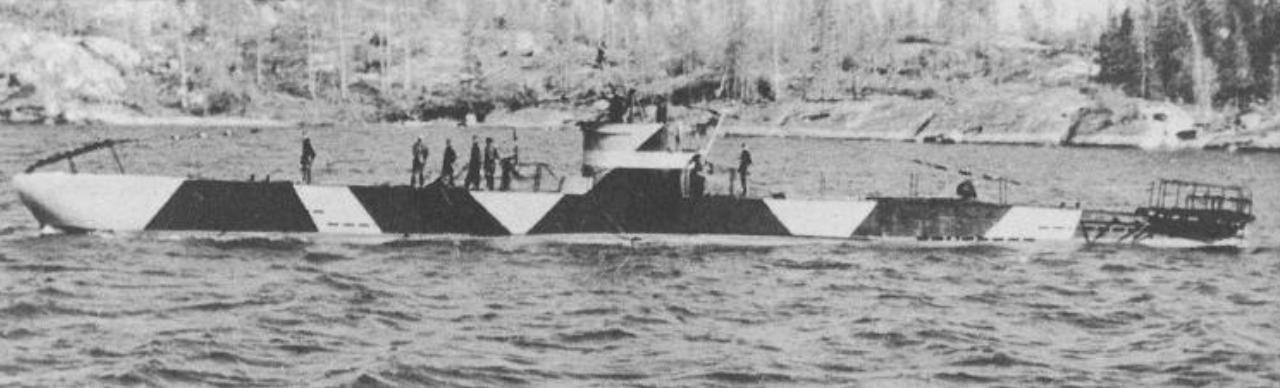
Un U-Boot « type II », similaires à ceux engagés par l'Allemagne en mer Noire.

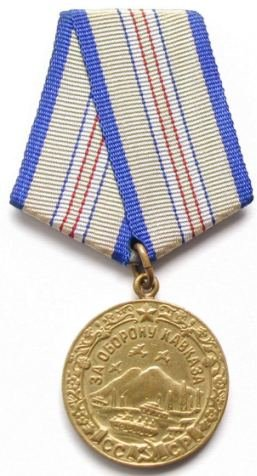
Médaille de la défense du Caucase. Environ 870000 soldats soviétiques ont reçu cette médaille.

Parallèlement aux opérations terrestres, la mer Noire est le théâtre d'une guerre navale entre les deux belligérants.
L'ordre de bataille des forces navales de l'Axe, opérant à partir des côtes de Bulgarie et de Roumanie, était le suivant :
- 4 destroyers, 13 torpilleurs, 3 sous-marins, 5 sous-marins de poche et 2 mouilleurs de mines (Marine militaire roumaine, Royaume de Roumanie) ;
- 6 sous-marins Unterseeboot type II, 10 Schnellboot et 22 Räumboot (Kriegsmarine, Allemagne) ;
- 4 torpilleurs et 6 sous-marins de poche (Regia Marina, Royaume d'Italie).

L'URSS aligne quant à elle 1 cuirassé, 5 croiseurs, 18 destroyers, 44 sous-marins, 2 patrouilleurs, 18 mouilleurs de mines et 84 torpilleurs.
Les opérations navales allemandes ne prendront fin que le 9 mai 1945 après la libération de la Crimée et d'Odessa et la capitulation nazie.

## Analyse de la défaite allemande

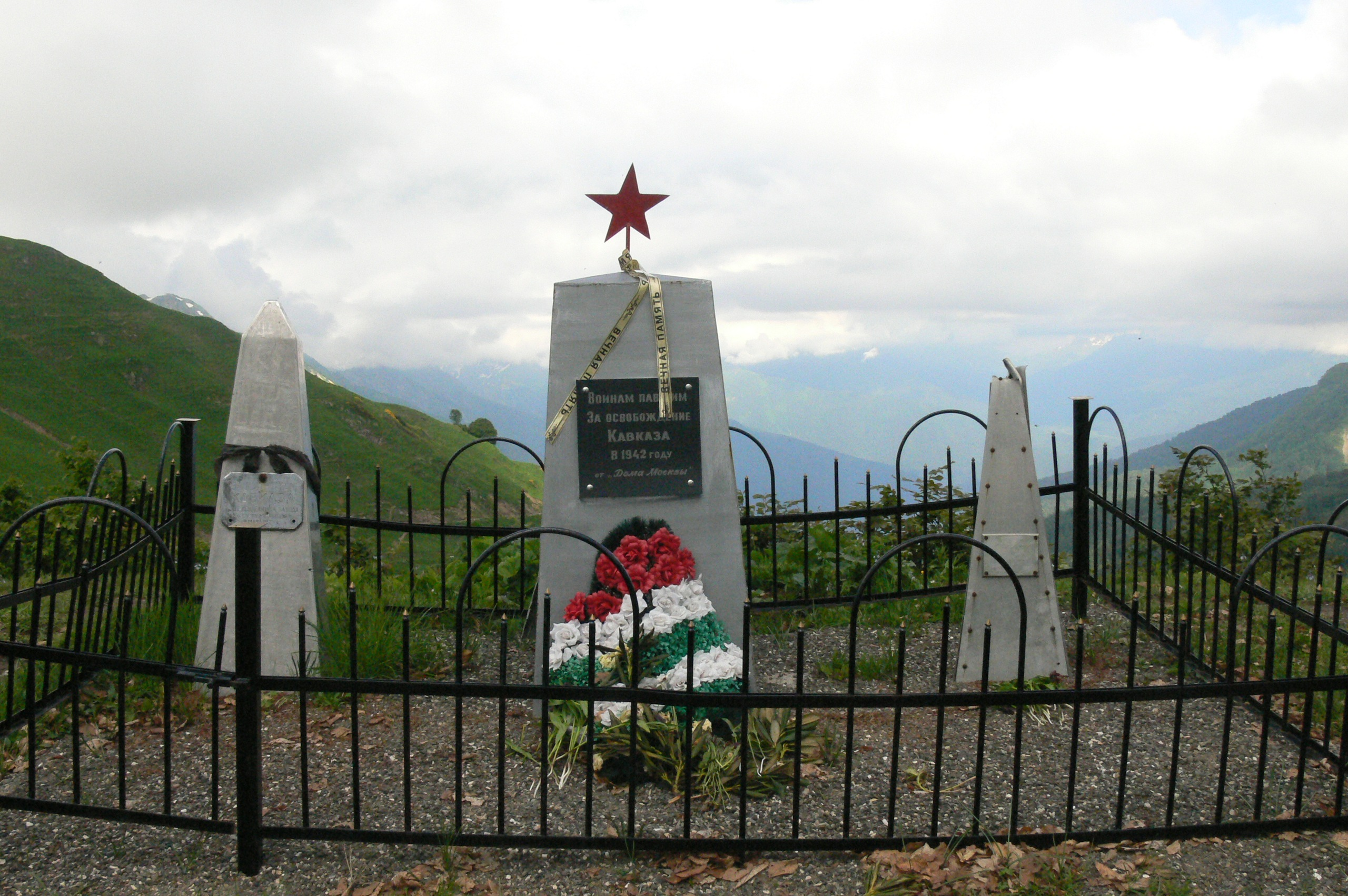
Monument soviétique aux défenseurs tombés pour la libération du Caucase, mont Chessy (altitude : 1839 mètres).

L'offensive planifiée par l'État-Major allemand et plus particulièrement par Hitler était trop ambitieuse et audacieuse, sous-estimant les capacités de l'Armée rouge.
Le Blitzkrieg permit initialement de s'emparer de vastes territoires durant l'été 1942 mais il fut freiné en raison de la résistance de Stalingrad, verrou de la Volga. Les troupes allemandes étaient par ailleurs dispersées en plusieurs axes divergents, sur plus de 1 200 kilomètres.
L'échec des forces de l'Axe est notamment dû à un terrain inadapté pour les panzers, le vaste arrière-pays russe étant en effet très montagneux, et au manque de pétrole : bien des attaques allemandes furent stoppées par manque de carburant. Par ailleurs, l'Armée rouge disposait sur le front caucasien des chars KV-1, redoutables pour les blindés allemands, quasiment invulnérables à toutes les armes excepté au canon antiaérien Flak de 88 mm et aux tirs directs d’artillerie.

## Les insurgés tchétchènes et ingouches
Durant l'invasion allemande, de 5 000 à 18 000 Tchétchènes et Ingouches (résistant initialement à la collectivisation forcée des terres) prennent les armes contre les Soviétiques, dirigés par Hassan Israilov et Mairbek Cheripov afin de mettre fin « à la barbarie bolchévique et au despotisme russe ». Un gouvernement rebelle fut mis en place à Galantchoj. Elle poussa ainsi de nombreux soldats ingouches et tchétchènes de l'Armée rouge à déserter, 62 750 au total selon des sources russes. Dans certaines zones de la Tchétchénie, près de 80 % des habitants étaient insurgés et l'Armée rouge dut utiliser des bombardiers afin d'en venir à bout, provoquant de lourdes pertes civiles.
L'insurrection, soutenue par les Allemands, fut sévèrement réprimée par la 58e armée soviétique et le NKVD. Celle-ci prit fin en 1944. S'ensuivit une déportation des Tchétchènes, accusés d'avoir collaboré avec les nazis, (500 000 au total) vers la Sibérie, le Kazakhstan et le Kirghizistan.